# Flugplatz Dame-Marie

i7
i11
i13
Der Flugplatz Dame-Marie (französisch Aéroport Dame-Marie, Haitianisch-Kreolisch Ayewopò Dam Mari, LID: HT-0007) liegt im Département Grand’Anse im Westen Haitis an der Nordwestspitze der langgestreckten Tiburon-Halbinsel rund 100 Meter parallel zur Küste.

## Beschreibung
Der Flugplatz Dame-Marie liegt mit seiner 1000 Meter langen Piste nördlich der Gemeinde und ist schwer mit Fahrzeugen zu erreichen.
Die Graspiste wird von Chartermaschinen genutzt; Mission Aviation Fellowship nennt Dame-Marie als einen von Port-au-Prince aus bedienten Zielflugplatz.